# Nathan Deal
John Nathan Deal, né le 25 août 1942 à Millen, est un homme politique américain, membre du Parti républicain. Il est gouverneur de l'État de Géorgie de 2011 à 2019.

## Biographie
Élu en 1992 à la Chambre des représentants des États-Unis, en 2005, il soutient, sans succès le projet d'amendement à la Constitution déposé par le républicain Mark Foley et visant à restreindre voire à éliminer le droit du sol : le projet d'amendement, soutenu par deux autres républicains, Virginia Foxx et Chris Shays, disposait qu'aucune personne née aux États-Unis n'obtiendrait la citoyenneté américaine à moins d'être née d'un parent américain ou d'un parent doté, à la date de naissance de l'enfant, d'un permis de séjour permanent aux États-Unis.
En 2010, il quitte la Chambre et est élu gouverneur de l'État de Géorgie en novembre de la même année. Il bat l’ancien gouverneur démocrate Roy Barnes (1999-2003) par 53 % des voix contre 43 % à ce dernier, dans le cadre d'une triangulaire avec le libertarien John Monds (en), qui obtient 4 % des suffrages. En 2014, il est réélu contre un sénateur démocrate de l'État (Jason Carter (en)), par 53 % des voix contre 45 %.